# Alleestraße 24 (Düsseldorf)

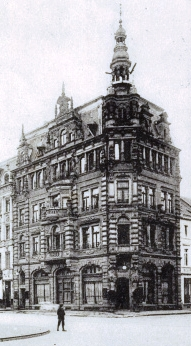
Geschäftshaus an der Alleestraße 24 (heute Heinrich-Heine-Allee)

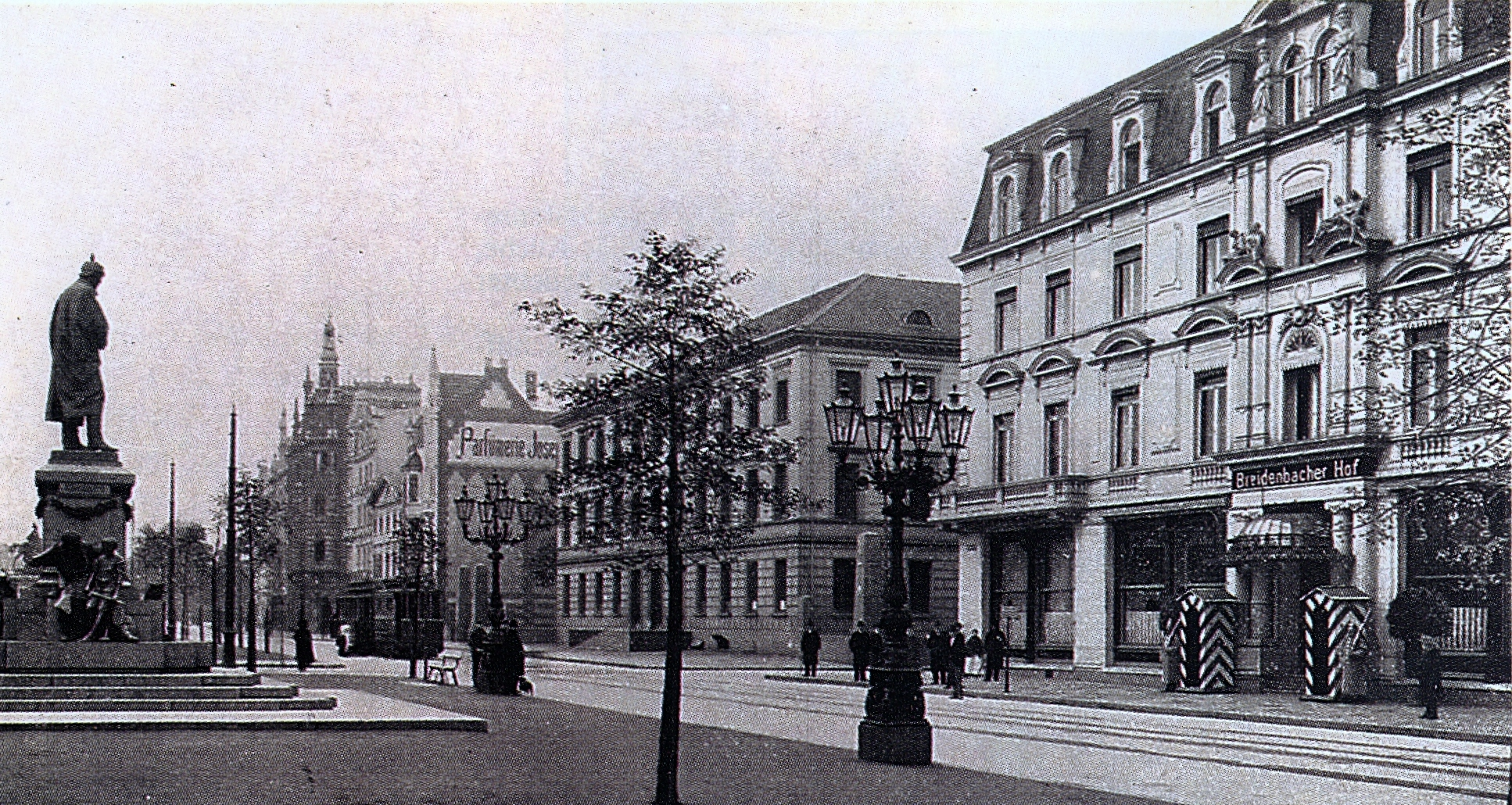
Alleestraße mit Haus Schmitz-Lenders (hinten links), Königliches Gymnasium (Mitte), Breidenbacher Hof (rechts), um 1900

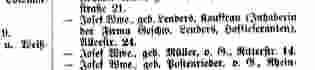
Josef Wwe. geb. Lenders, Kauffrau (Inhaberin der Firma Geschw. Lenders, Hoflieferanten) Alleestr. 24 (Adressbuch 1888).

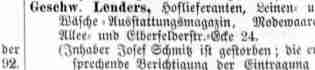
Geschw. Lenders, Hoflieferanten, Leinen- und Wäsche-Ausstattungsmagazin, Modewaaren Allee- und Elberfelderstr. Ecke 24 (Inhaber Josef Schmitz ist gestorben) (Adressbuch 1889).

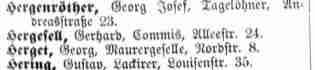
Hergesell, Eberhard, Commis Alleestraße 24 (Adressbuch 1889).

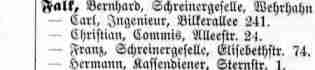
Falk Christian Commis Alleestraße 24 (Adressbuch 1889).

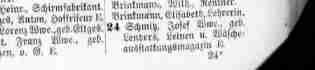
24 Schmitz, Josef Wwe. geb. Lenders, Leinen u. Wäscheausstattungsmagazin (Adressbuch 1891).

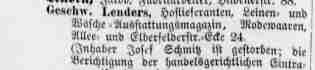
Geschw. Lenders, Hoflieferanten, Leinen- und Wäsche-Ausstattungsmagazin, Modewaaren, Allee- und Elberfelderstr.-Ecke 24 (Adressbuch 1890).

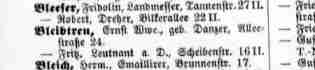
Bleibtreu Ernst Witwe, geb. Danzer, Alleenstraße 24 (Adressbuch 1900).

Das Geschäftshaus Alleestraße 24 in Düsseldorf wurde von 1882 bis 1883 von den Architekten Otto van Els & Bruno Schmitz im Stil des Historismus in Anlehnung an Formen der deutschen Renaissance (Nordische Renaissance) errichtet. Es zeigte über dem Erdgeschoss ein Galeriestockwerk. Darüber befanden sich die Wohngeschosse. Im Jahre 1904 wurde die Außenerscheinung des Hauses mit Eckturm und „malerischen“ Erkerausbauten beschrieben, die das Straßenbild in „wirkungsvoller Weise“ belebten. Das prominente Eckgebäude erwähnte Rudi vom Endt wegen der „bizarren Ecktürmchen und alten Fassaden“. Ebenso erschien das Gebäude als Postkartenmotiv.

## Lage und Umgebung
Das Gebäude befand sich an der Alleestraße, der heutigen Heinrich-Heine-Allee, an der Ecke zur Elberfelder Straße. Südlich an der gegenüberliegenden Ecke befand sich das damalige Geschäftshaus Johann Peters, die beiden Gebäude betonten den ehemals wichtigsten Stadtausgang an dieser Stelle. Weiter südlich an der Alleestraße folgten der Bau des königlichen Gymnasiums und das Hotel Breidenbacher Hof, Alleestraße 36. In der Elberfelder Straße schloss sich das 1902 errichtete Gebäude des Parkhotels an, wo sich heute der Sitz des Düsseldorfer Industrieclubs befindet.

## Geschichte
Den an der Ecke befindlichen „Prachtbau“ ließ die Witwe Schmitz-Lenders errichten, worin sie ihr großes Wäsche- und Leinen-Ausstattungsgeschäft betrieb.
Für das Jahr 1888 wird in dem „Adressbuch der Stadt Düsseldorf“ als Inhaberin des Hauses „Josef Wwe. geb. Lenders, Hausfrau (Inhaberin der Firma Geschw. Lenders, Hoflieferanten) Alleestr. 24“ erwähnt. Lenders war die Witwe von Josef Schmitz.
Für das Jahr 1889 werden in dem „Adressbuch der Stadt Düsseldorf“ die Geschwister Lenders als Bewohner des Hauses genannt, die ein Geschäft führten; Josef Schmitz war verstorben: „Geschw. Lenders, Hoflieferanten, Leinen- und Wäsche- Ausstattungsmagazin, Modewaaren. Allee- und Elberfelderstr.-Ecke 24 (Inhaber Josef Schmitz ist gestorben, die entsprechende Berichtigung der Eintragung[…])“.
Für das Jahr werden die Commissionäre Eberhard Hergesell und Christian Falk erwähnt.
Ebenso für das Jahr 1890. Im Jahr 1891 wird die Witwe Schmitz-Lenders erwähnt, die dort ihr Wäschegeschäft führte: „Schmitz, Josef Witwe geborene Lenders, Leinen und Wäscheausstattungsmagazin“. Für das Jahr 1900 wird die Witwe von Ernst Bleibtreu, geb. Danzer, genannt.
Später wird in dem Geschäftshaus eine Weinwirtschaft aufgeführt. So beschreibt ein Stadtführer das Gebäude mit „‚Parisiana‘ - Kabarett, Weinrestaurant, Alleestraße 24, in der Nähe des Stadttheaters, Fernsprecher 7539“. Heute befindet sich hier das Konzert-Theater-Kontor Heinersdorff.

## Bilder

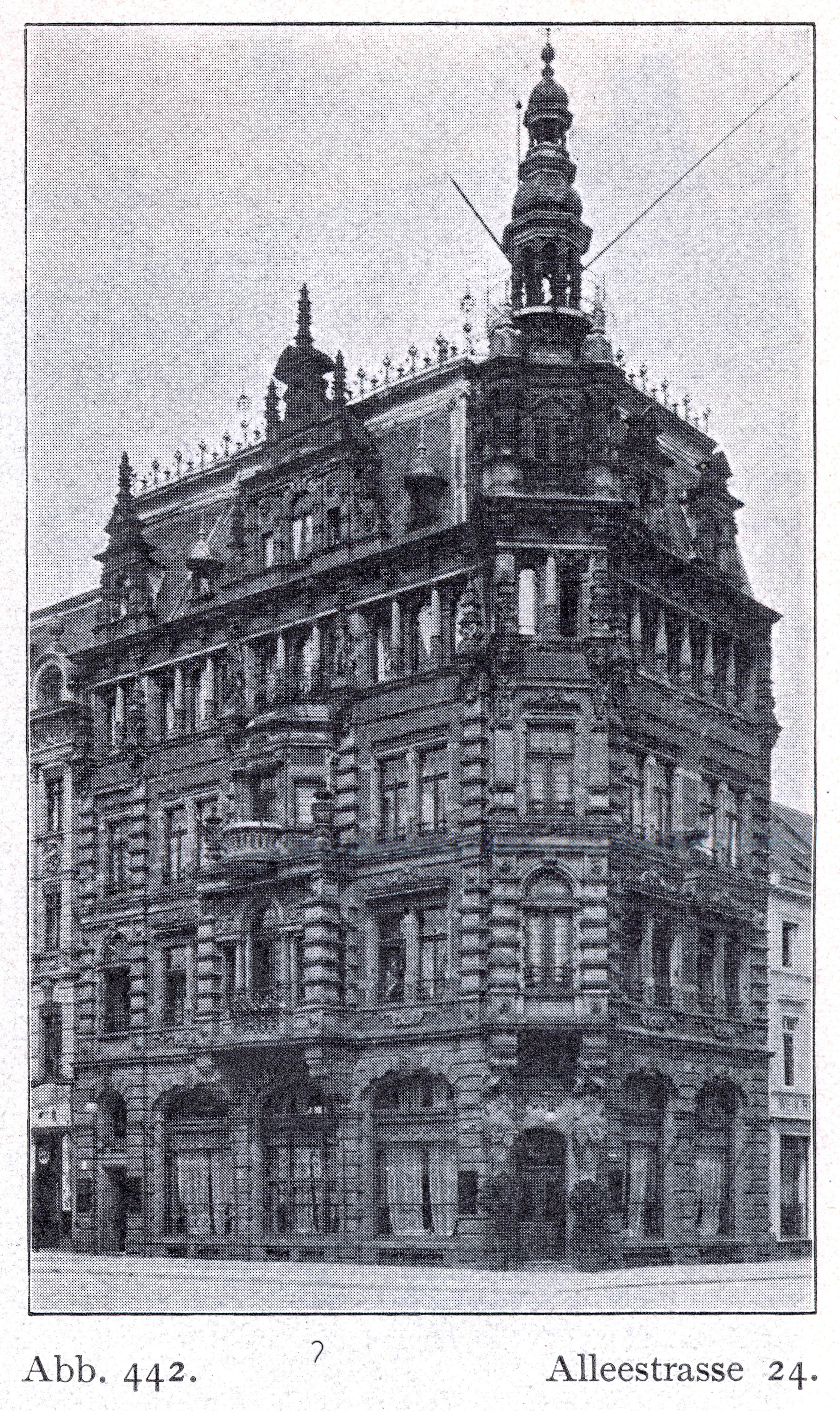
Geschäftshaus an der Alleestraße 24, heute Heinrich-Heine-Allee (1904)
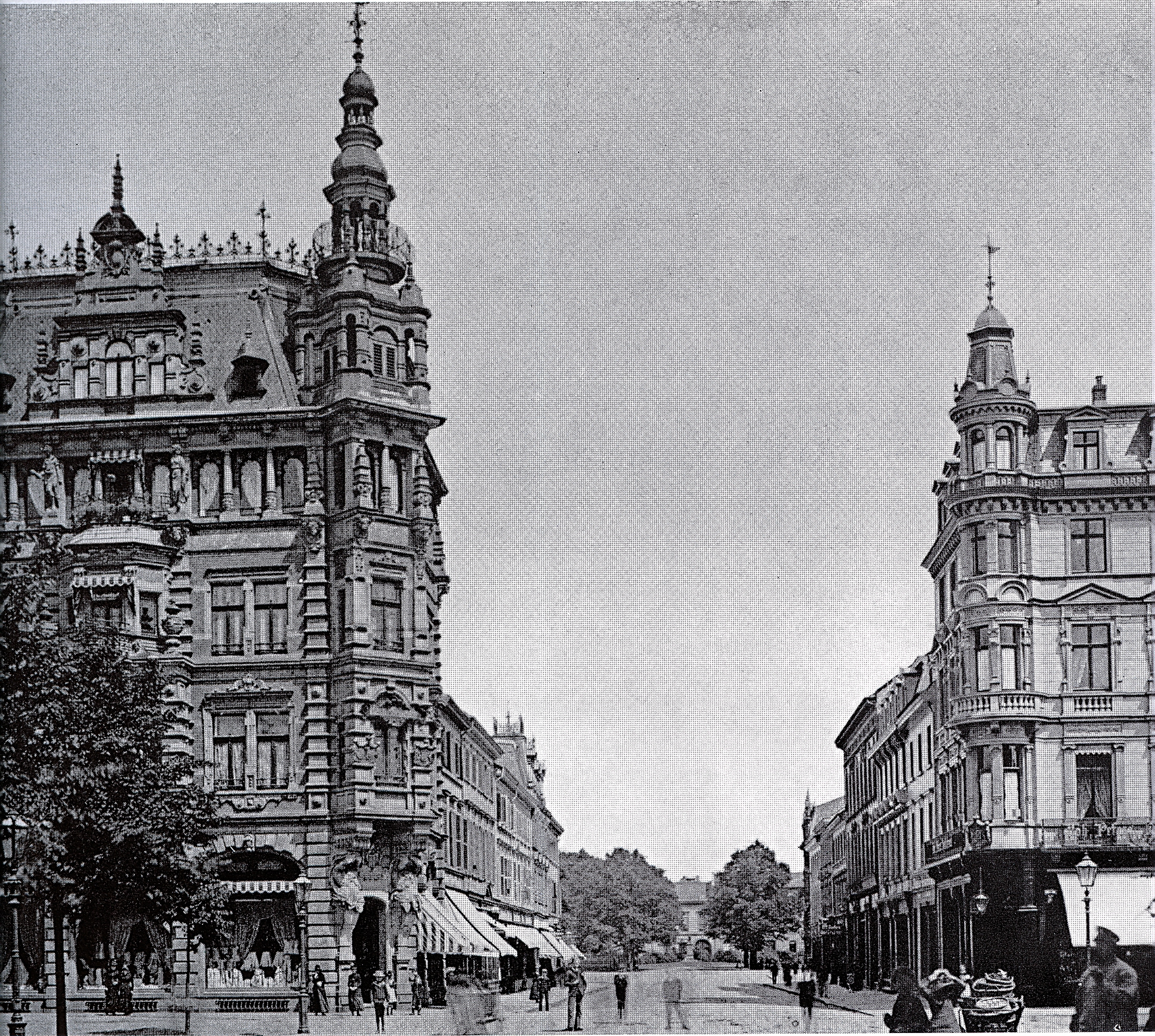
Blick in die Elberfelder Straße: links das Eckhaus Witwe Schmitz-Lenders Alleestraße 24; rechts Eckhaus Johann Peters Alleestraße 26 (1904)
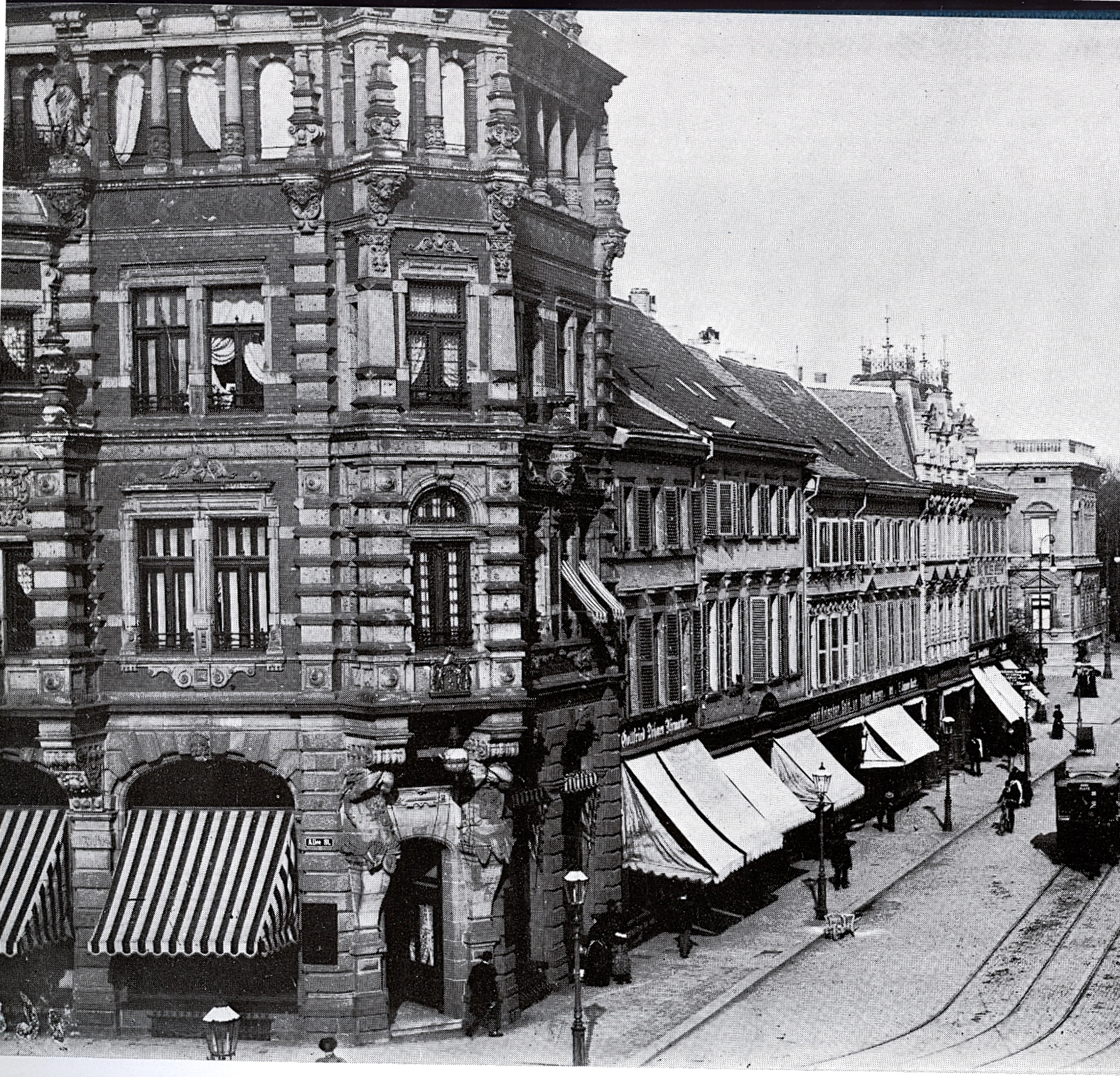
Blick in die Elberfelder Straße: links das Eckhaus der Witwe Schmitz-Lenders, Alleestraße 24 (1904)
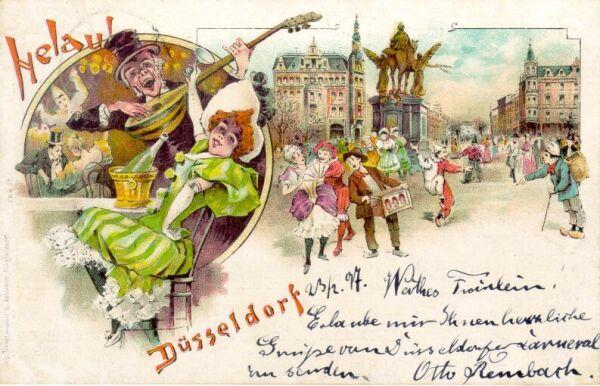
Postkarte (1897)
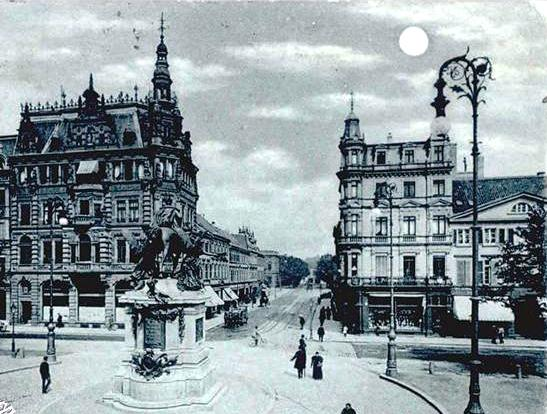
Postkarte (1898)
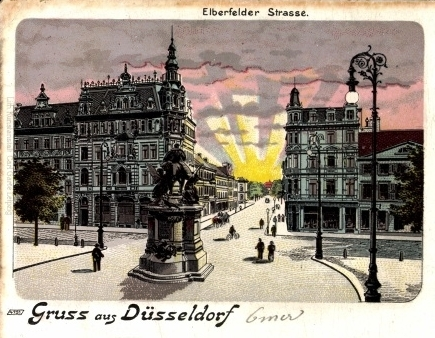
Postkarte (1906)
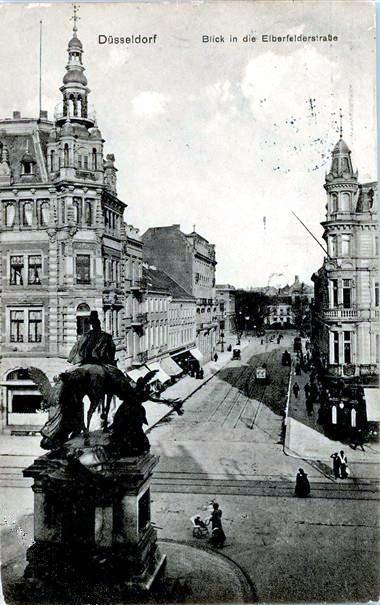
Postkarte (1910)
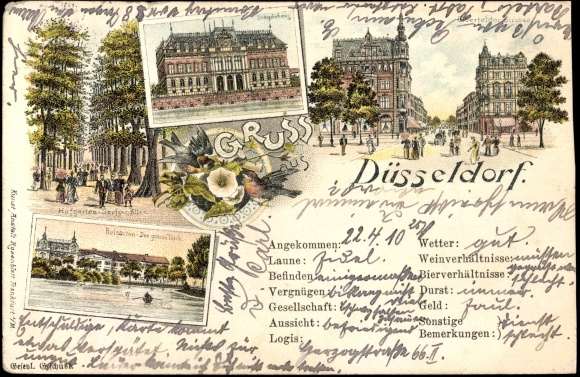
Postkarte (1910)